# 媒體研究
媒體研究（Media studies）是種學術性的研究探討及資料收集，研究各種媒體的內容、歷史、意義及影響。媒體研究學者以研究大眾傳播主題的理論及方法，包含媒體在政治、社會、經濟及文化上扮演的角色及影響。
媒體研究是社會科學及人文科學的領域，並和大眾傳播、傳播學、傳播科學、傳播研究的領域重疊，方法及概念和文化研究、修辭學、哲學、西方文學理論、社會學、社會心理學、媒體影響、文化人類學、博物館學、美術史以及美術評論、影片評論、資訊理論等重合。
學者把焦點放在媒體的形成及媒體本身是如何取得資訊及造就可傳播性等問題，屬於媒介心理學的相關領域，並且關注在媒體在個人及社會文化上的心理影響。